# Ашри
Ашри (фр. Achery) насеље је и општина у североисточној Француској у региону Пикардија, у департману Ен (Пикардија) која припада префектури Лаон.
По подацима из 2011. године у општини је живело 608 становника, а густина насељености је износила 88,12 становника/km². Општина се простире на површини од 6,9 km². Налази се на средњој надморској висини од 50 метара (максималној 103 m, а минималној 48 m).

## Демографија
| 1962. | 1968. | 1975. | 1982. | 1990. | 1999. | 2011. |
| ----- | ----- | ----- | ----- | ----- | ----- | ----- |
| 508   | 524   | 508   | 578   | 564   | 540   | 608   |

График промене броја становника у току последњих година